# Ophiuche diagonalis
Ophiuche diagonalis là một loài bướm đêm trong họ Erebidae.